# Rathaus (Pfaffenhofen an der Ilm)

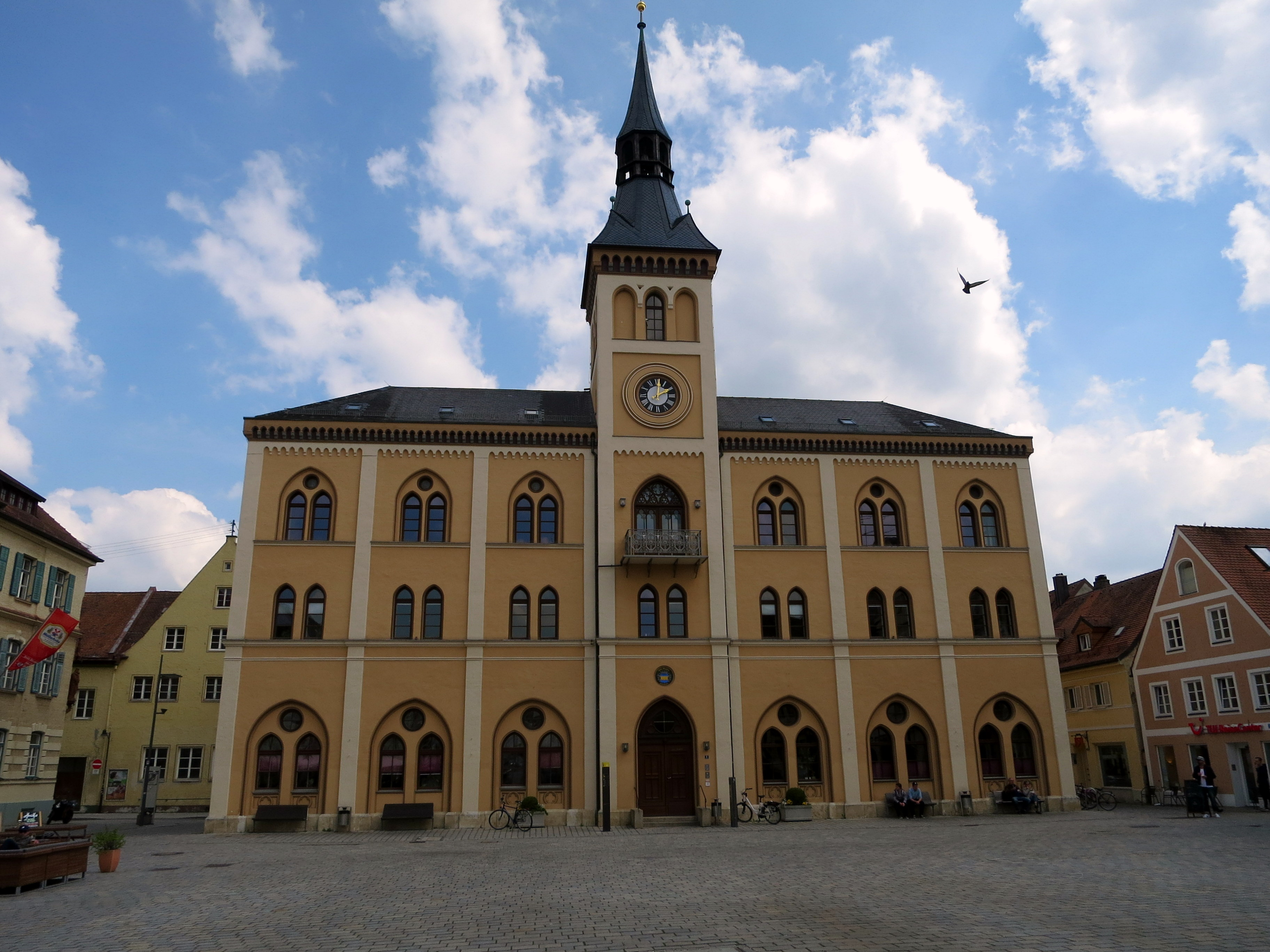
Das Rathaus in Pfaffenhofen an der Ilm

Das in den Jahren 1865 bis 1868 im neugotischen Stil erbaute Rathaus mit seinem Spitzturm gibt dem Hauptplatz von Pfaffenhofen an der Ilm an der Ostseite einen charakteristischen Abschluss. Dieser Bau ist ein Gegenpol zur Westseite des Hauptplatzes, der von der Stadtpfarrkirche St. Johannes Baptist und vom Haus der Begegnung dominiert wird. Außerdem ist er – zusammen mit den übrigen Randgebäuden des Hauptplatzes – Teil eines Denkmal-Ensembles (Denkmalnummer E-1-86-143-1) und stellt selbst ein geschütztes Baudenkmal dar (Denkmalnummer D-1-86-143-10).

## Geschichte

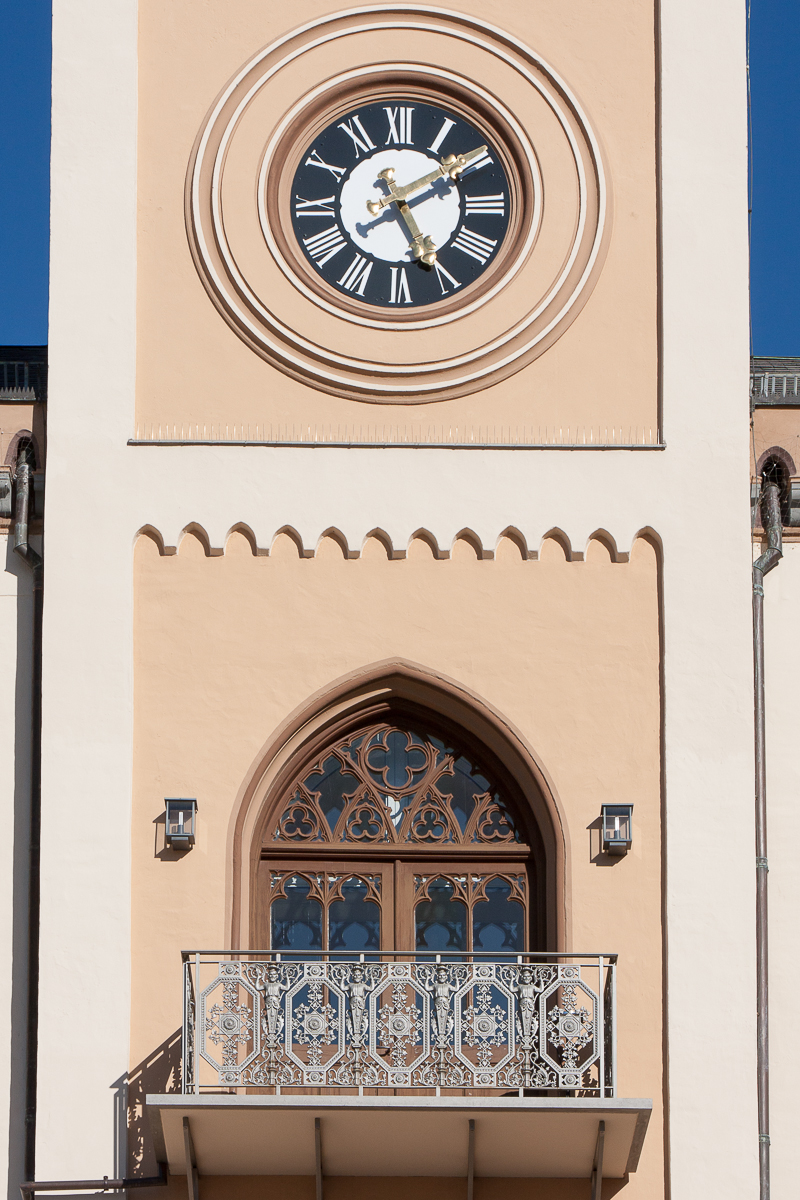
Rathausbalkon

Wo das Rathaus steht, befanden sich von 1388 bis in die 1860er Jahre das ehemalige Heiliggeistspital und die ehemalige Heiliggeistspitalkirche. Nach der Säkularisation des Jahres 1802 wurden Spital und Kirche jedoch bedeutungslos und gerieten zunehmend in Verfall. Da die Stadt dringend ein neues Krankenhaus brauchte, erwarb man die Gebäude des soeben aufgelösten Franziskanerklosters am oberen Hauptplatz und nutzte sie als neues Krankenhaus. Die ehemalige Klosterkirche wurde somit zur neuen Spitalkirche.
Da der Stadt seit 1865 nur ein Privatgebäude als Rathaus zur Verfügung stand, entschloss man sich, umgehend die alte Heiliggeistkirche abzureißen und ein Rathaus an dieser Stelle zu erbauen. Mit dem Bau wurde Franz Xaver Beyschlag beauftragt, ein Schüler des bekannten Münchener Architekten Friedrich von Gärtner. Am 26. Mai 1868, dem Tag des 50-jährigen Bestehens der bayerischen Verfassung, wurde das Rathaus feierlich eingeweiht.

## Nutzung des Gebäudes

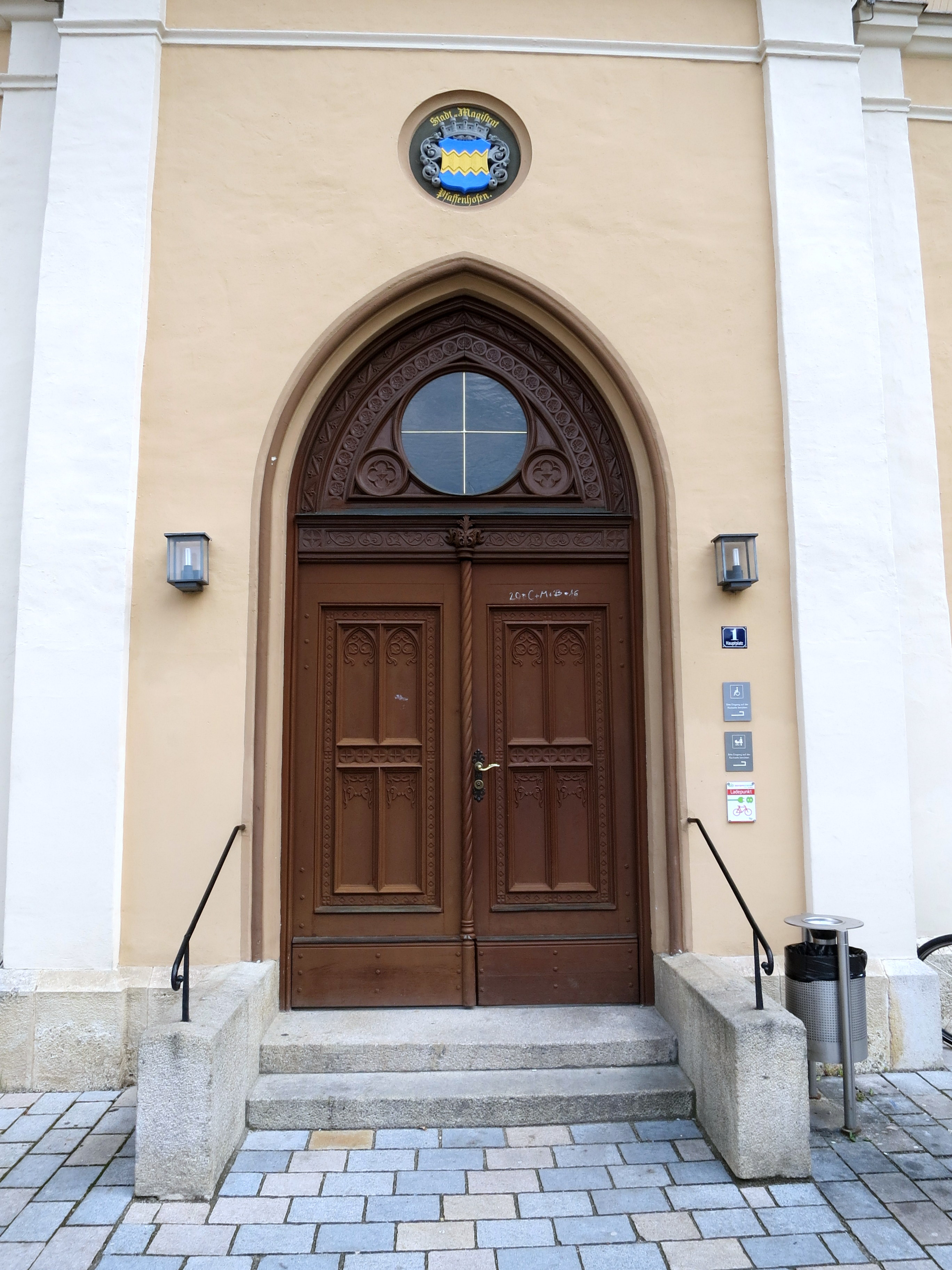
Haupteingang des Rathauses

Im begehbaren Turm sind die beiden Glocken der alten Heiliggeistspitalkirche aufgezogen worden und erinnern dadurch an die frühere Nutzung des Platzes. Wie schon im Vorgängerbau waren im neuen Rathaus ursprünglich auch eine Polizeiwachstube und Feuerlöschgeräte untergebracht.
Eine weitere besondere Einrichtung war die städtische Hopfenabwaage, die bis 1939 genutzt wurde. Traurige Berühmtheit erlangte die Arrestzelle im Keller. Diese wurde während des Dritten Reichs vom Pfaffenhofener Polizeimeister eingerichtet, der darin polnische Zwangsarbeiter misshandelte.
Heutzutage wird der große Festsaal im zweiten Stock für Stadtratssitzungen und zahlreiche offizielle Veranstaltungen genutzt. Im Rathaus befinden sich auch das Standesamt und das Bürgerbüro der Stadt Pfaffenhofen.

## Sanierung bis 2008
Von 2006 bis 2008 wurde das Gebäude vollständig saniert und in Gestalt und Farbgebung wieder in den Ausgangszustand des Jahres 1868 versetzt. Der große Festsaal im zweiten Stock hat jetzt wieder sein ursprüngliches Erscheinungsbild aus dem 19. Jahrhundert. Ihn zieren Gemäldeporträts der bayerischen Könige Max I., Ludwig I., Max II. und Ludwig II.